# Невероятная Мула
Мэри Лиллиан Эллисон (англ. Mary Lillian Ellison; 22 июля 1923 года — 2 ноября 2007 года), более известная под псевдонимом Невероя́тная Му́ла (англ. The Fabulous Moolah) — американский рестлер. В 1956 году завоевала титул чемпиона мира среди женщин NWA и удерживала его почти 30 лет. В 1980-х годах перешла в World Wrestling Federation (WWF), где её представляли как рекордсменку по удержанию титула среди всех спортсменов в любом профессиональном спорте. Согласно WWE, она первая чемпион WWF среди женщин и завоёвывала этот титул 4 раза. Свой последний чемпионский титул она завоевала в 1999 году в возрасте 76 лет.

## Ранние годы
Мэри Лиллиан Эллисон родилась в 1923 году в округе Кершо, Южная Каролина, а выросла неподалёку от Колумбии, в Токиеду. Её отец был частично чероки, а мать имела ирландские корни. Эллисон была самой младшей из детей. Когда ей было восемь лет, её мать умерла от рака и Мэри отправили к бабушке по отцу, где она жила и подрабатывала на хлопковой ферме родственника. В 10 лет, благодаря отцу, она увидела местные соревнования по борьбе. Затем она возвращается в Колумбию, заканчивает среднюю школу и в 14 лет выходит замуж за 21-летнего Уолтера Кэролла и вскоре рожает в браке дочь. После родов она разводится с супругом и в 15 лет начинает свою карьеру.

## Карьера в рестлинг
Карьера Мулы началась с сотрудничества с Билли Вулфом, который в то время (1949 год) был одним из ведущих промоутеров для женщин и супругом Милдред Берк, победительницы чемпионата мира среди женщин. Берк была кумиром для Мулы с самого детства, когда она впервые увидела соревнования по борьбе. Эллисон смогла встретиться на ринге и с Милдред Берк, и с Мэй Янг, самыми известными в то время женщинами-рестлерами. В ранние годы её карьеры — с 1949 по 1955 — у Мулы был роман с рестлером Джонни Лонгом, за которого она вышла замуж. Из-за разногласий с Вулфом, Мула ушла к промоутеру Джеку Пфеферу и некоторое время сопровождает выходы на ринг рестлера Бадди Роджерса, а затем мексиканца Тони Оливаса. В 1955 году Эллисон уходит к промоутеру Винсенту Макмэну.
В 1956 году Эллисон выигрывает чемпионат мира среди женщин, победив Джуди Грейбл. С этого момента начинается самая длинная династия женщины-рестлера в истории спорта, а также после этого матча Мэри Эллисон получает от своего промоутера прозвище Невероятная Мула. Получив титул чемпиона мира среди женщин по версии NWA, она успешно защищала его в течение десяти лет, побеждая снова Джуди Грейбл, Донну Кристанелло и других звёзд ринга своей эпохи.
В 1967 году Мула проигрывает Бетт Баучер, но буквально через несколько недель в матче-реванше возвращает пояс чемпиона снова. В 1972 году Мула стала первой женщиной-рестлером, которой разрешили выступать в «Мэдисон-сквер-гарден» (ранее бои между женщинами там были запрещены). Именно благодаря Невероятной Муле был снят запрет на женскую борьбу на территории штата Нью-Йорк. В 1976 году она проигрывает Сью Грин, но вскоре снова восстанавливает свой титул, в 1978 году проигрывает Эвелин Стивенс и через несколько дней возвращает пояс чемпиона и ещё шесть лет остаётся непобеждённой.
С 1983 года Мула согласилась появляться в боях только для WWF и стала первым чемпионом WWF среди женщин. Она уступила его Венди Рихтер, но потом снова выиграла у неё бой и в течение 1985—1986 была чемпионом. В 1995 Мула стала первой женщиной-рестлером, попавшей в Зал славы WWF.
В 1999 году 75-летняя Мула победила Айвори и стала самой старшей женщиной-рестлером с титулом чемпиона WWF. Через неделю она проигрывает бой и теряет звание.
Вместе с супругом Джонни Лонгом, Мула брала учеников с 1950-х годов. В 1980-х она основала Женскую Международную Ассоциацию Борьбы, в 1990-е годы открывает школу рестлинга в Колумбии, Южная Каролина, и берёт в ученики не только женщин, но и мужчин.

## Личная жизнь
Мэри Эллисон после развода с Джонни Лонгом была замужем в течение 9 лет за рестлером Бадди Ли, развелись в 1970 году. С 1991 года Мула проживала в доме своей семьи, в Колумбии, вместе с подругами и коллегами по рестлингу — Мэй Янг, Донной Кристанелло и своей ученицей, карликом, Кейт Гласс.
Дочь Мулы от Уолтера Кэрролла — Мэри Остин, также у Невероятной Мулы 6 внуков.
Мула скончалась в 2007 году от сердечного приступа.

## Титулы и награды
- Cauliflower Alley Club
  - Ladies Wrestling Award (1997)[3]
- National Wrestling Alliance
  - NWA Women’s World Tag Team Championship (2 раза) — с Тони Роуз[4]
  - NWA World Women’s Championship (5 раз)[5]
- Pro Wrestling Illustrated
  - PWI Stanley Weston Award (1991)[6]
- Зал славы и музей рестлинга
  - Введена в Зал славы в 2003 году[7]
- World Wrestling Federation
  - Чемпион WWF среди женщин (4 раза)[8]
  - Зал славы WWF (1995)[8]
- Wrestling Observer Newsletter
  - Худший матч года (1984) против Венди Рихтер 23 июля
- Другие
  - JWPA Women’s Championship[5]
  - USA Women’s Wrestling Championship[9]